# Basra (album)
| Recensione | Giudizio |
| ---------- | -------- |
| AllMusic   | [ 1 ]    |

Basra è il primo album discografico da solista del batterista jazz statunitense Pete La Roca, pubblicato dalla casa discografica Blue Note Records nell'ottobre del 1965.

## Tracce
Lato A
1. Malagueña – 9:00 (Ernesto Lecuona)
2. Candu – 6:43 (Pete La Roca)
3. Tears Come from Heaven – 4:58 (Pete La Roca)

Lato B
1. Basra – 9:56 (Pete La Roca)
2. Lazy Afternoon – 5:29 (John Latouche, Jerome Moross)
3. Eiderdown – 4:28 (Steve Swallow)

## Musicisti
- Pete La Roca - batteria
- Joe Henderson - sassofono tenore
- Steve Kuhn - pianoforte
- Steve Swallow - contrabbasso

Note aggiuntive
- Alfred Lion - produttore
- Registrato il 19 maggio 1965 al Rudy Van Gelder Studio di Englewood Cliffs, New Jersey (Stati Uniti)[6]
- Rudy Van Gelder - ingegnere delle registrazioni
- Reid Miles - design copertina album
- Francis Wolff - fotografie
- Ira Gitler - note retrocopertina album[7]